# 阿布里塞勒
阿布里塞勒（法語：Arbrissel，法語發音：[aʁbʁisɛl]）是法国西北部布列塔尼大区伊勒-维莱讷省的一个市镇，属于富热尔-维特雷区。

## 地理
阿布里塞勒（47°55'36"N, 1°18'16"W）面积4.62 平方千米，位于法国布列塔尼大區伊勒-维莱讷省，该省份为法国西北部沿海省份，位于布列塔尼半岛东部，北濒大西洋，西接阿摩尔滨海省和莫尔比昂省，南至大西洋卢瓦尔省，西南端接曼恩-卢瓦尔省，东临马耶讷省，东北与芒什省接壤。
与阿布里塞勒接壤的市镇（或旧市镇、城区）包括：维塞什、穆塞、拉内、勒捷。

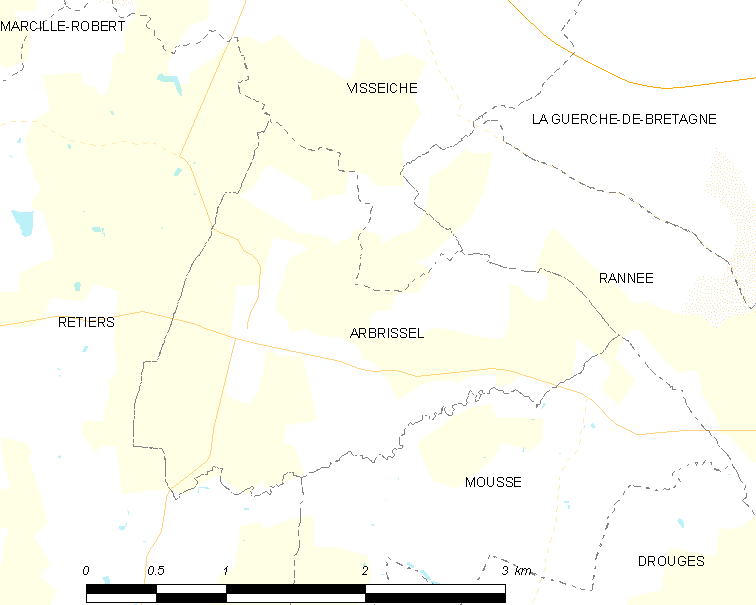
阿布里塞勒的OSM定位图

阿布里塞勒的时区为UTC+01:00、UTC+02:00（夏令时）。

## 行政
阿布里塞勒的邮政编码为35130，INSEE市镇编码为35005。

## 政治
阿布里塞勒所属的省级选区为布列塔尼地区拉盖尔什县。

## 人口

1962-2008年间阿布里塞勒人口变化图示

阿布里塞勒于2022年1月1日时的人口数量为270人。